# Thylogale stigmatica
Il pademelon dalle zampe rosse (Thylogale stigmatica Gould, 1860) è un piccolo Macropodide diffuso lungo le coste nord-orientali dell'Australia e in Nuova Guinea. In Australia è presente con un areale molto frammentato dall'estremità della Penisola di Capo York, nel Queensland, fino ai pressi di Tamworth, nel Nuovo Galles del Sud. In Nuova Guinea, invece, è diffuso nei bassopiani delle regioni centro-meridionali.
Il pademelon dalle zampe rosse ha abitudini generalmente solitarie, ma mentre si nutre può riunirsi in piccoli gruppi. Vive soprattutto nelle foreste pluviali, dove viene avvistato solo di rado, ma non è considerato minacciato. In Nuovo Galles del Sud, comunque, è ritenuto vulnerabile. Si nutre di frutti caduti, foglie ed erba. Pesa da 2,5 a 7 kg, è lungo 38–58 cm ed ha una coda di 30–47 cm.
Sono riconosciute quattro sottospecie:
- T. s. stigmatica, diffusa nella regione di Cairns, in Queensland;
- T. s. coxenii, diffusa nella Penisola di Capo York;
- T. s. orimo, diffusa in Nuova Guinea;
- T. s. wilcoxi, diffusa nel Queensland meridionale e nel Nuovo Galles del Sud[4].